# Pyrotherium
Pyrotherium è un genere estinto di mammiferi erbivori, appartenente ai piroteri. Visse nell'Oligocene superiore (circa 28 - 24 milioni di anni fa) e i suoi resti fossili sono stati ritrovati in Sudamerica.

## Descrizione
Questo animale era di grandi dimensioni; le specie più grandi, come Pyrotherium romeroi, potevano oltrepassare i 3 metri di lunghezza, 1,5 metri al garrese e le tre tonnellate e mezzo di peso. Specie più piccole, come P. macfaddeni, probabilmente non raggiungevano la tonnellata di peso. In ogni caso, Pyrotherium era un animale particolarmente massiccio, il cui aspetto poteva ricordare vagamente quello di un ippopotamo dotato di proboscide.

### Cranio
Il cranio di Pyrotherium poteva oltrepassare i 70 centimetri di lunghezza; era allungato e stretto, costituito da ossa massicce. La regione occipitale, in particolare i condili, era particolarmente elevata, in conseguenza della flessione della parte posteriore del cranio rispetto al piano della base, che formava un angolo ottuso con quello del piano palatino; in questa e altre caratteristiche, il cranio di Pyrotherium assomigliava a quello dei proboscidati. Il condotto nasale, dall'orifizio osseo estremamente arretrato e verticale, era sicuramente dotato di una proboscide, la quale era probabilmente piatta e piuttosto corta; le ossa nasali terminavano dietro alle orbite, tra le ossa frontali. L'orbita non era chiusa posteriormente ed era molto ridotta; gli occhi di questo animale dovevano quindi essere molto piccoli. La bolla timpanica ricordava quella di alcuni notoungulati e dei proboscidati. La cavità cerebrale era molto piccola e circondata da tessuto osseo spugnoso. La mandibola era potente e munita di una sinfisi estremamente massiccia. 

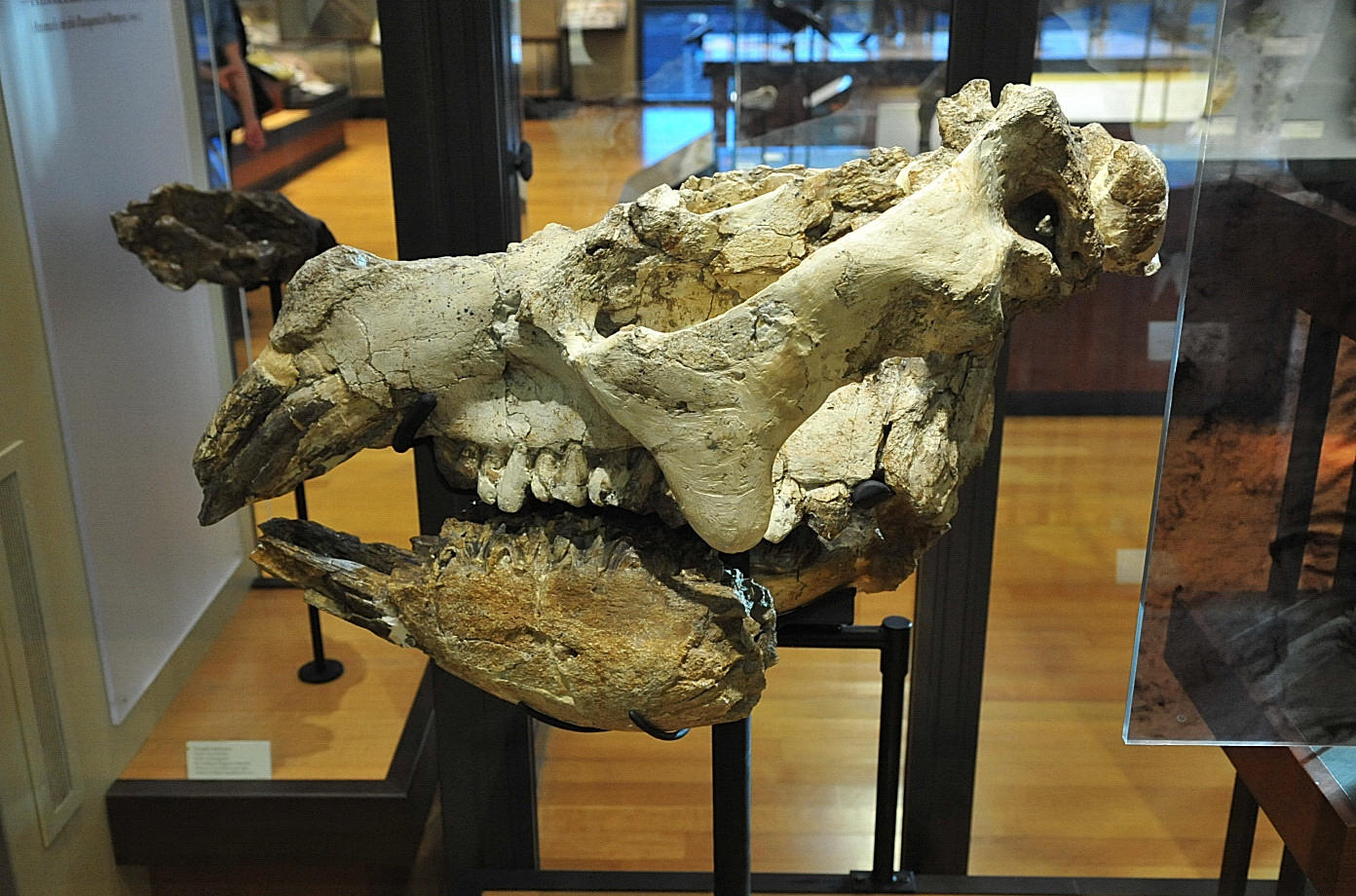
Cranio di Pyrotherium sorondoi

La dentatura di Pyrotherium era davvero singolare: il primo e il secondo incisivo superiori e il secondo incisivo inferiore erano trasformati in massicce zanne simili a quelle degli elefanti primitivi, a crescita continua e relativamente corte; le zanne erano pressoché rettilinee e munite di una banda di smalto solo nella parte anteriore. I molari erano costituiti da due creste trasversali, e assomigliavano molto alla dentatura inferiore dei tapiri. L'impressionante serie dei denti giugali, molto grandi e larghi, era separata dagli incisivi per mezzo di un diastema. La struttura dei molari ricorda quella presente in altri mammiferi arcaici di grossa taglia, come i dinocerati, i bariteri e i dinoteri. Un'altra caratteristica davvero insolita di Pyrotherium era data dalla larghezza del palato: questo era strettissimo, soprattutto se considerato in relazione alla larghezza della fila dentaria, ed è difficile immaginare come potesse muoversi la lingua all'interno di questo spazio. 

### Scheletro postcranico
La colonna vertebrale è conosciuta in modo imperfetto. Le vertebre cervicali erano corte. Le apofisi delle vertebre dorsali erano basse, simili a quelle di Astrapotherium, e pongono il medesimo problema di una testa pesante e grande sorretta da strutture all'apparenza piuttosto deboli. 
La scapola era corta e robusta; la cavità glenoide era lunga due volte la sua larghezza, e l'acromion era molto alto. Le zampe erano a struttura graviportale, colonnari come quelle dei proboscidati, ma corte e particolarmente massicce. L'omero era molto piatto e largo, specialmente nella regione distale, ed era piuttosto corto. Il radio era lungo la metà dell'omero, mentre l'ulna era dotata di un enorme olecrano. 

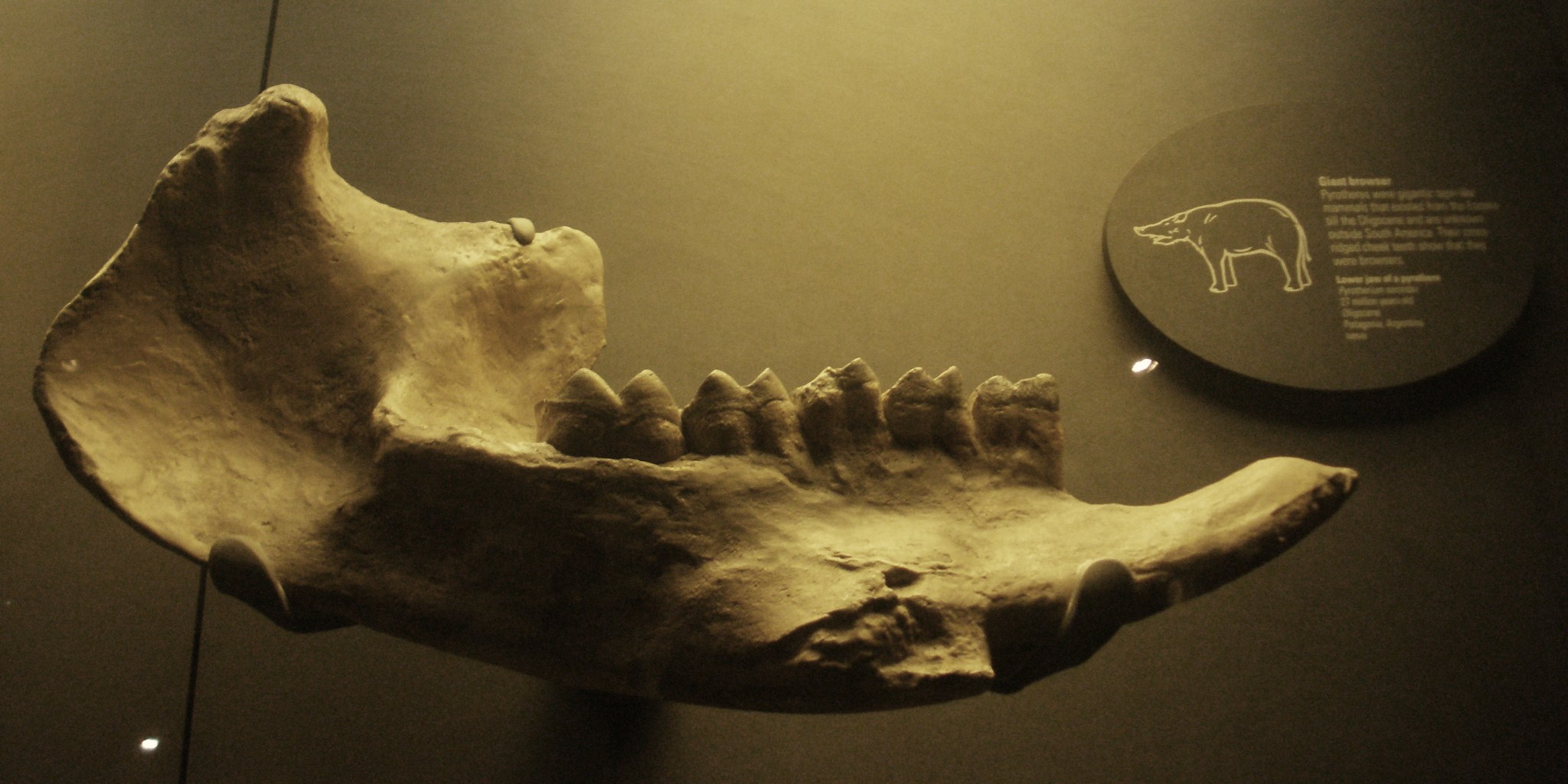
Mandibola di Pyrotherium sorondoi

Il bacino era dotato di un osso iliaco vasto e massiccio, con una cavità cotiloide situata al di sotto e non lateralmente. Il femore era privo del terzo trocantere, con una testa dritta molto più alta del grande trocantere; la sezione del femore era appiattita in senso antero-posteriore. La forma dell'articolazione distale permetteva alla tibia un ampio movimento all'indietro, che sopperiva alla mancanza di flessibilità dell'articolazione del piede. La tibia era molto più corta del femore, e il perone era molto vicino alla tibia tranne nella parte centrale. L'astragalo era fortemente appiattito, estremamente semplice e privo di collo, con una troclea tibiale appena accennata, e una faccetta del navicolare situata direttamente sotto la troclea. Il tarso di Pyrotherium era caratteristico: il tubero del calcagno era compresso dorsoventralmente, così come la troclea dell'astragalo; inoltre vi era un'estrema riduzione del contatto tra il calcagno e il cuboide. Questi caratteri derivati, che implicano un tipo di locomozione graviportale ma plantigrado, non si riscontrano in nessun altro mammifero noto, con la significativa eccezione dell'africano Arsinoitherium.

## Classificazione
Il genere Pyrotherium venne descritto per la prima volta nel 1888 da Florentino Ameghino, sulla base di resti fossili ritrovati nei depositi di cenere vulcanica oligocenica di Deseado in Argentina (da cui il nome Pyrotherium, «animale di fuoco»). La specie tipo è Pyrotherium romeroi, ma lo stesso Ameghino descrisse successivamente anche altre specie, tra cui P. planum, P. pluteum, P. giganteum e P. sorondoi. Attualmente, solo quest'ultima è considerata una specie valida. Al genere Pyrotherium è stata attribuita nel 2004 anche la specie P. macfaddeni, proveniente dal giacimento di Salla, in Bolivia. 

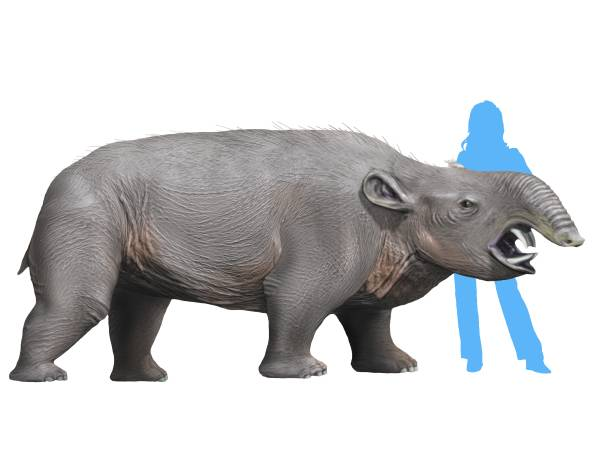
Ricostruzione di Pyrotherium romeroi a confronto con le dimensioni di un essere umano

Pyrotherium è il genere eponimo dei piroteri, un gruppo di mammiferi sudamericani dalla corporatura massiccia che si svilupparono durante l'Eocene e si estinsero nell'Oligocene. In particolare, Pyrotherium è il membro più derivato della famiglia Pyrotheriidae, e anche l'ultimo a scomparire.

## Paleoecologia
Pyrotherium doveva essere un animale dai movimenti lenti, a causa della corporatura pesante e dalla struttura massiccia del corpo. La sola mole, in ogni caso, era sufficiente a scoraggiare i predatori. Probabilmente Pyrotherium si nutriva di piante acquatiche e viveva nei pressi di laghi e paludi.